# Pécsvárad
Pécsvárad – miasto na Węgrzech, w komitacie Baranya, siedziba władz powiatu Pécsvárad.